# Roses, Girona
Roses là một đô thị trong comarca Alt Empordà, Girona, Catalonia, Tây Ban Nha.

## Biến động dân số
| 1900 | 1930 | 1950 | 1970 | 1986 | 2007   |
| ---- | ---- | ---- | ---- | ---- | ------ |
| 2690 | 2559 | 2720 | 6186 | 9219 | 18.139 |